# Con Colleano
Con Colleano, pseudonimo di Cornelius Sullivan (26 dicembre 1899 – 13 novembre 1973), è stato un circense australiano, specializzato come funambolo.

## Biografia
Con Colleano appartenne ad una famiglia di artisti di circo, del varietà, del teatro e del cinema.
Con Colleano fu la prima persona al mondo ad eseguire una capriola in avanti su una corda tesa e divenne uno degli artisti circensi più celebrati e ben pagati del suo tempo.
Era un australiano con anche origini afro-caraibiche, il terzo di dieci figli. All'età di sette anni si avvicinò al mondo circense e nel 1910 la sua famiglia formò una piccola compagnia circense, che ebbe successo in tutta l'Australia.
Con Colleano perfezionò il suo esercizio sulla corda e nel 1924 effettuò tournée all'estero, dal Sudafrica all'Europa, adottando il personaggio di toreador spagnolo che avrebbe assunto per la maggior parte della sua successiva carriera.
Nel settembre 1924 apparve al New York Hippodrome Theatre e fu presto notato e ingaggiato da Ringling Bros. e Barnum & Bailey Circus, il più grande del paese, dove divenne una star molto acclamata.
La sua fattoria in Pennsylvania divenne un rifugio per i suoi fratelli e la loro prole tra le esibizioni e, così stabilito, adottò la cittadinanza degli Stati Uniti insieme all'attuale moglie Winnie nel 1950.
Tra i suoi familiari e parenti, si ricordano il fratello Maurizio, che fu uno straordinario saltatore al tappeto, capace di eseguire il doppio salto mortale; la sorella Winnie fu una celebre trapezista dei circhi americani; e infine Bonar, che dopo una parentesi in rivista passò al teatro drammatico e quindi al cinema.